# Solenopsis (рослина)
Solenopsis — рід рослин родини дзвоникових. Його батьківщиною є Середземноморський регіон від Португалії та Канарських островів на схід до Туреччини.

## Види
- Solenopsis antiphonitis Hadjik. & Hand — Кіпр
- Solenopsis bacchettae Brullo, C.Brullo, Tavilla, Siracusa & Cambria — Сардинія
- Solenopsis balearica (E.Wimm.) Aldasoro & al — Балеарські острови
- Solenopsis bicolor (Batt.) Greuter & Burdet — Туніс, Алжир
- Solenopsis bivonae (Tineo) MBCrespo, Serra & Juan — Калабрія, Сицилія, Сардинія, Кіпр
- Solenopsis corsica (Meikle) MBCrespo, Serra & Juan — Сардинія, Корсика
- Solenopsis laurentia (L.) C.Presl — Португалія, Іспанія, Франція, Італія, Албанія, Греція, Туреччина, Ліван, Сирія, Туніс, Марокко, Алжир, Канарські острови
- Solenopsis minuta (L.) C.Presl – Сицилія, Сардинія, Крит